# Jan Långben som privatdetektiv
Jan Långben som privatdetektiv (engelska: How to Be a Detective) är en amerikansk animerad kortfilm med Långben från 1952.

## Handling
Långben jobbar som privatdetektiv under pseudonymen Johnny Eyeball och får i uppdrag av en dam att hitta "Al". Han börjar med spaningen, men får anmärkningar av stadens polischef Svarte Petter som anser att polisen bör ta hand om fallet istället.

## Om filmen
Filmen har visats på bio i Sverige, bland annat oktober 1966 i ett kortfilmsprogram med några Disney-kortfilmer som likt denna ansågs vara mer eller mindre olämpliga för den yngre publiken.

## Rollista
- Pinto Colvig – Långben
- Billy Bletcher – Al Muldoon
- June Foray – damen
- Alan Reed – rånare, berättare[6]